# FreeCodeCamp
freeCodeCamp（亦称作Free Code Camp）是一个非营利性教育组织，运营交互式学习平台、在线社区论坛、聊天室、数字出版物及地方学习社区，致力于让软件开发和计算机编程教育普及化。
学员从学习HTML、CSS、JavaScript、Python、C#等基础教程开始，逐步进阶至需独立或结对完成的项目作业。

## 历史

### 昆西·拉森（Quincy Larson）和 pre-freeCodeCamp
在创立freeCodeCamp前，昆西·拉森（Quincy Larson）曾担任六年校长职务。为开发提升学校管理效率的工具，他开启编程学习之路，其自学历程漫长而曲折。基于对新手开发者需求的洞察，他提出应建立单一轨道的课程体系。通过分析美国编程训练营数据并认识到编程教育的普及壁垒，最终创建了以协作学习为核心、完全在线化的免费包容性平台——freeCodeCamp。
昆西·拉森现与家人定居得克萨斯州，其时间主要投入以下领域：维护freeCodeCamp项目运营、为机构出版物撰稿并访谈作者、协调Chapter（免费开源的Meetup替代软件）等开源项目、倡导开放自由的互联网环境，以及陪伴两名年幼子女玩耍。

### 2014年创办

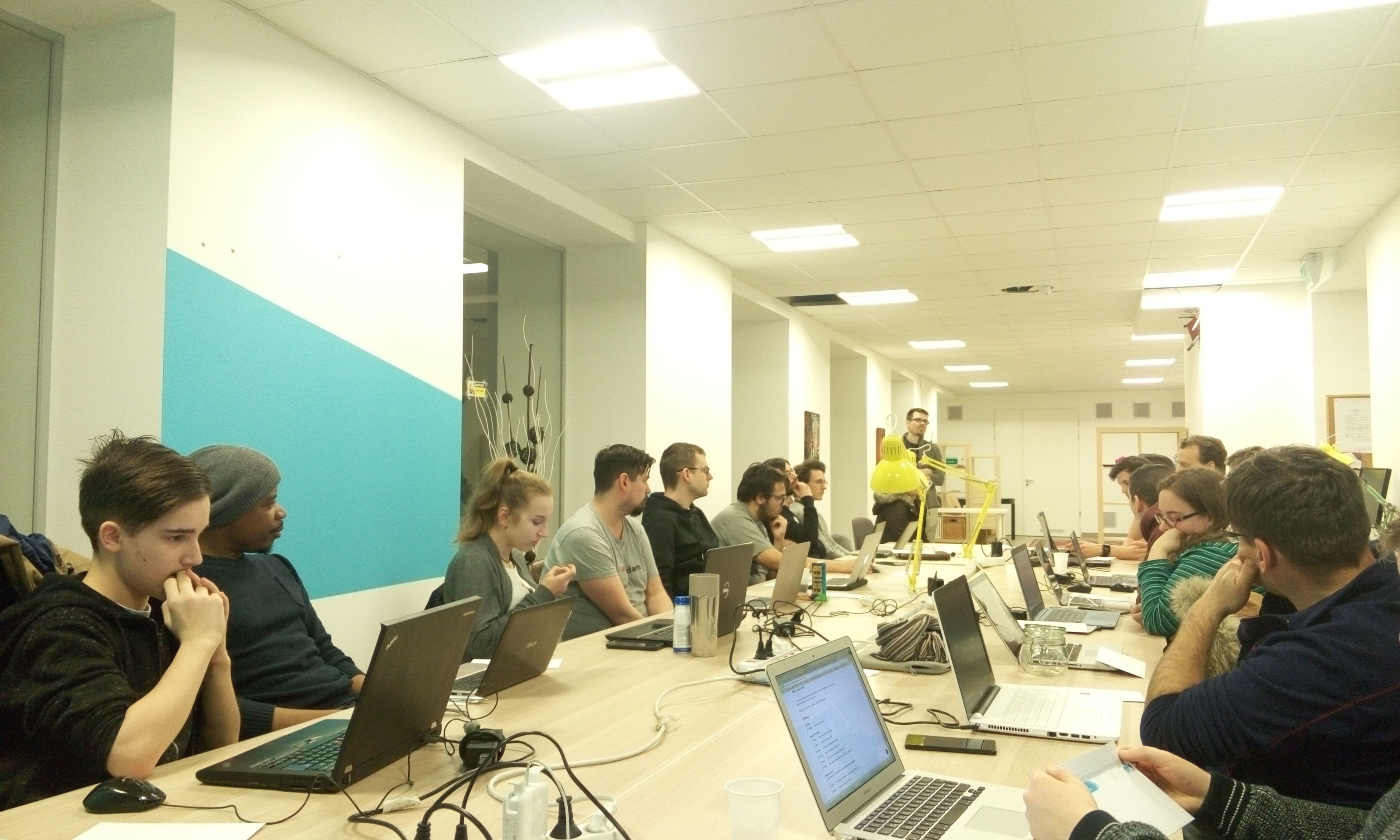
学员们面对面学习freeCodeCamp课程

freeCodeCamp于2014年10月正式创立，机构注册名称为Free Code Camp, Inc.。其创始人昆西·拉森是个软件开发工程师，他在研究生毕业后投身编程领域，通过创建该平台致力于缩短学员从入门到掌握就业技能的学习进程。

在2015年的一次播客访谈中，他将创建freeCodeCamp的动机总结如下：
freeCodeCamp是我为纠正自身曲折低效的编程学习历程而发起的实践。我愿将毕生事业投入于此，力求使编程学习过程尽可能高效无痛……那些曾令我视编程学习为噩梦的障碍，正是我们试图通过freeCodeCamp解决的难题。
原始课程体系聚焦MongoDB、Express.js、AngularJS与Node.js技术栈，完成约需800学时。其教学内容主要整合Codecademy、斯坦福大学及Code School等平台的开放资源，课程分为四个模块：「Waypoints」（快速交互教程）、「Bonfires」（算法挑战）、「Ziplines」（前端项目）、「Basejumps」（全栈项目）。学员完成前端与全栈项目后获得相应认证证书。

### 2016年课程更新与开发者调查
2016年1月课程体系迎来重大更新：降低外部资源依赖度，删除了不合常规的章节名称，前端框架重点由AngularJS转向React.js。新增D3.js与Sass等内容使总学时预估达2,080小时，并增设数据可视化认证与后端开发认证两类证书。
2016年，freeCodeCamp针对约1.5万名开发者开展综合调查，内容涵盖基础人口统计信息及编程领域相关问题。核心发现包括：「仅有18%受访者表示愿意就职初创企业类岗位」，以及「38%的开发者暂未规划专攻用户体验设计、后端开发或其他特定开发领域」。

### 2017年播客频道上线
2017年11月，freeCodeCamp正式推出播客节目。该节目历经2019年11月至2023年8月的停播期后，于2023年9月恢复周播频率，截至2024年10月已累计发布146期节目。节目曾邀约多位重量级嘉宾，包括Trello与Stack Overflow创始人周思博、Stack Exchange联合创始人杰夫·阿特伍德，以及哈佛大学CS50课程首席讲师戴维·杰伊·马伦。

### 2018年Code Radio上线
freeCodeCamp于2018年正式推出旗下网络电台Code Radio。该服务最初以YouTube直播形式运营，后转向独立网站平台，官方承诺将优化传输效率。电台持续播放器乐缓拍（instrumental downtempo）音乐。

## 课程

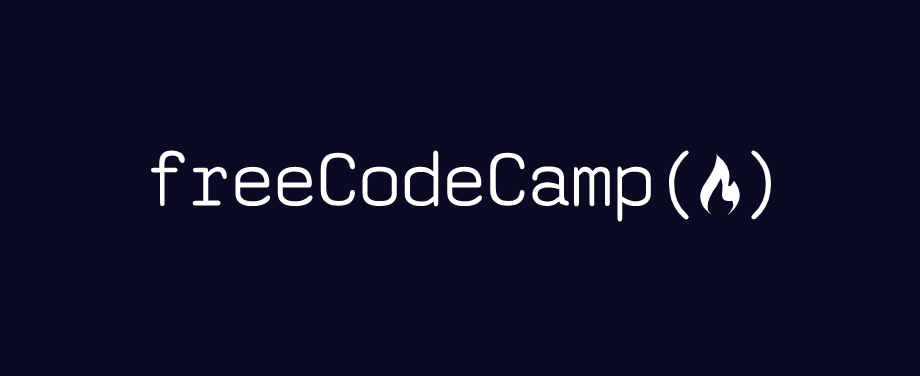
freeCodeCamp 徽标

freeCodeCamp的自适应课程体系包含1,400学时编程挑战与网页开发项目，以及800学时非营利机构开源项目贡献，并通过动态化增补挑战任务持续扩展内容，总计约合全日制投入学习一年。课程划分六大认证模块：响应式网页设计、JavaScript算法与数据结构、前端开发库、数据可视化、API及微服务、信息安全与质量保障体系，学员完成各部分后获得相应证书。
课程体系强调结对编程（pair programming），旨在培育协作学习文化，以化解学员对自身技能是否足够的怀疑（通称“冒名頂替症候群”）。
freeCodeCamp教授的技术体系涵盖HTML 、 PHP 、 CSS 、 JavaScript 、 jQuery 、 Bootstrap 、 Sass 、 React.js 、 Node.js 、 Python 、 Express.js 、 MongoDB 、 SQL和Git 。
2022年10月25日，为庆祝freeCodeCamp成立八周年，创始人昆西·拉森通过推文宣布平台正在积极开发数学与计算机科学的免费认证学位课程，正式发布日期暂未确定。
2023年，freeCodeCamp与微软公司共同推出C#基础认证开发项目。
freeCodeCamp的YouTube频道于2015年创立，至2024年10月创下1000万订阅用户纪录。该频道上线超过700门完整编程课程供免费观看，并且每周都会发布新课程。

## 非营利项目
直到 2017 年，freeCodeCamp 的学生在完成所有课程证书后，才有机会（并受到鼓励）与非营利组织合作。 例如，总部位于印度尼西亚的非营利组织Kopernik 和 People Saving Animals  。
截至2017年，当学员完成 freeCodeCamp全部课程认证后，即获邀并受鼓励与非营利组织合作。合作案例包括总部位于印度尼西亚的非营利组织 Kopernik与People Saving Animals。
2016年，freeCodeCamp宣布启动“开源为善”（Open Source for Good）计划，将其非营利项目扩展为开源方案，供所有非营利组织及其他机构免费使用。该计划启动后十个月内，已开发出七款开源工具。其中Mail for Good项目帮助组织以低成本批量发送电子邮件，它是MailChimp等服务的平价替代方案。
“开源为善”（Open Source for Good）目录下所列的三个项目均已于2020年在GitHub上归档。[1][2][3][4] 

## 反响
freeCodeCamp每月约有35万名独立访客，学员来自160多个国家。
freeCodeCamp设有由社区运营的国际性线下小组，学员可在其中面对面交流。部分小组曾获本地媒体报道，报道指出freeCodeCamp作为编程入门平台，旨在填补未来十年预计出现的编程相关职位空缺。
多家科技企业评价freeCodeCamp=为“拥有世界级教学平台的知名慈善机构”，并称其“维持着优质的YouTube频道，是编程新手的理想入门途径”。